# Elecciones provinciales de Salta de 2011
Las elecciones generales de la Provincia de Salta se llevaron a cabo el día 10 de abril de 2011. Se eligieron un gobernador y un vicegobernador, 11 senadores provinciales, 30 diputados provinciales, además de 59 intendentes y concejales por municipio.
El gobernador Juan Manuel Urtubey fue por la reelección, llevando como vicegobernador al renovador Andrés Zottos al igual que en 2007. El principal opositor fue el diputado de derecha Alfredo Olmedo por una alianza entre el Pro, el peronismo disidente y partidos conservadores provinciales. El también diputado y ex vicegobernador durante las tres gestiones de Juan Carlos Romero, Walter Wayar fue candidato por una porción del peronismo, disidente de Urtubey, pero que también apoyaba al kirchnerismo.
El resultado estableció que Urtubey fuera reelecto con el 59% de los votos.

## Renovación legislativa
| Departamento           | Cámara de Diputados | Cámara de Diputados | Cámara de Senadores | Cámara de Senadores |
| Departamento           | Diputados           | A renovar           | Senadores           | A renovar           |
| ---------------------- | ------------------- | ------------------- | ------------------- | ------------------- |
| Anta                   | 3                   | —                   | 1                   | 1                   |
| Cachi                  | 1                   | —                   | 1                   | —                   |
| Cafayate               | 1                   | —                   | 1                   | —                   |
| Capital                | 19                  | 9                   | 1                   | —                   |
| Cerrillos              | 2                   | 2                   | 1                   | 1                   |
| Chicoana               | 1                   | —                   | 1                   | —                   |
| General Güemes         | 2                   | 2                   | 1                   | —                   |
| General San Martín     | 6                   | 3                   | 1                   | 1                   |
| Guachipas              | 1                   | 1                   | 1                   | —                   |
| Iruya                  | 1                   | —                   | 1                   | 1                   |
| La Caldera             | 1                   | 1                   | 1                   | —                   |
| La Candelaria          | 1                   | 1                   | 1                   | 1                   |
| La Poma                | 1                   | 1                   | 1                   | —                   |
| La Viña                | 1                   | 1                   | 1                   | 1                   |
| Los Andes              | 1                   | 1                   | 1                   | —                   |
| Metán                  | 3                   | —                   | 1                   | 1                   |
| Molinos                | 1                   | 1                   | 1                   | —                   |
| Orán                   | 6                   | 3                   | 1                   | 1                   |
| Rivadavia              | 2                   | —                   | 1                   | 1                   |
| Rosario de la Frontera | 2                   | —                   | 1                   | 1                   |
| Rosario de Lerma       | 2                   | 2                   | 1                   | —                   |
| San Carlos             | 1                   | 1                   | 1                   | —                   |
| Santa Victoria         | 1                   | 1                   | 1                   | 1                   |
| Total                  | 60                  | 30                  | 23                  | 11                  |

## Resultados

### Gobernador y vicegobernador
|  | 59,57 % |

|  | 25,12 % |

|  | 8,50 % |

|  | 2,44 % |

|  | 1,69 % |

|  | 1,69 % |

|  | 0,83 % |

|  | 0,22 % |

|  | 97,73 % |

|  | 1,63 % |

|  | 0,64 % |

|  | 100 % |

|  | 69,74 % |

### Cámara de Diputados
| ← 2009 · Cámara de Diputados · 2013 →                 | ← 2009 · Cámara de Diputados · 2013 →                   | ← 2009 · Cámara de Diputados · 2013 →                   | ← 2009 · Cámara de Diputados · 2013 → | ← 2009 · Cámara de Diputados · 2013 → | ← 2009 · Cámara de Diputados · 2013 → |
| Partido                                               | Partido                                                 | Partido                                                 | Votos                                 | %                                     | Bancas                                |
| ----------------------------------------------------- | ------------------------------------------------------- | ------------------------------------------------------- | ------------------------------------- | ------------------------------------- | ------------------------------------- |
|                                                       |                                                         | Partido Justicialista                                   | 114.380                               | 26,20                                 | 15/30                                 |
|                                                       | Partido Renovador de Salta                              | 44.835                                                  | 10,27                                 | 3/30                                  |                                       |
|                                                       | Partido de la Victoria                                  | 40.537                                                  | 9,29                                  | 3/30                                  |                                       |
|                                                       | Memoria y Movilización Social                           | 30.850                                                  | 7,07                                  | 2/30                                  |                                       |
|                                                       | Frente Grande                                           | 14.742                                                  | 3,38                                  |                                       |                                       |
|                                                       | Unión Victoria Popular                                  | 3.632                                                   | 0,83                                  |                                       |                                       |
| Total Frente Justicialista Renovador para la Victoria | Total Frente Justicialista Renovador para la Victoria   | Total Frente Justicialista Renovador para la Victoria   | 248.976                               | 57,07                                 | 23/30                                 |
|                                                       |                                                         | Partido Conservador Popular                             | 54.156                                | 12,41                                 | 3/30                                  |
|                                                       | Frente Olmedo Gobernador                                | 34.655                                                  | 7,94                                  | 3/30                                  |                                       |
|                                                       | Salta Somos Todos                                       | 16.881                                                  | 3,87                                  |                                       |                                       |
|                                                       | Propuesta Salteña                                       | 13.910                                                  | 3,19                                  |                                       |                                       |
| Total Frente Olmedo Gobernador                        | Total Frente Olmedo Gobernador                          | Total Frente Olmedo Gobernador                          | 119.602                               | 27,40                                 | 6/30                                  |
|                                                       | Frente Wayar Gobernador-Frente Popular para la Victoria | Frente Wayar Gobernador-Frente Popular para la Victoria | 33.836                                | 7,75                                  | 1/30                                  |
|                                                       | Partido Obrero                                          | Partido Obrero                                          | 14.219                                | 3,26                                  |                                       |
|                                                       | Unión Cívica Radical                                    | Unión Cívica Radical                                    | 9.0172                                | 2,07                                  |                                       |
|                                                       | Proyecto Sur-Partido Socialista                         | Proyecto Sur-Partido Socialista                         | 5.943                                 | 1,36                                  |                                       |
|                                                       | Coalición Cívica ARI                                    | Coalición Cívica ARI                                    | 3.915                                 | 0,90                                  |                                       |
|                                                       | Movimiento Independiente de Justicia y Dignidad         | Movimiento Independiente de Justicia y Dignidad         | 1.017                                 | 0,23                                  |                                       |
| Votos positivos                                       | Votos positivos                                         | Votos positivos                                         | 436.525                               | 97,55                                 |                                       |
| Votos en blanco                                       | Votos en blanco                                         | Votos en blanco                                         | 10.966                                | 2,45                                  |                                       |
| Votos nulos                                           | Votos nulos                                             | Votos nulos                                             | 0                                     | 0,00                                  |                                       |
| Total de votos                                        | Total de votos                                          | Total de votos                                          | 447.491                               | 100                                   |                                       |
| Fuente:                                               |                                                         |                                                         |                                       |                                       |                                       |

#### Resultados por departamento
| Capital 9 Diputados            | Capital 9 Diputados                                     | Capital 9 Diputados | Capital 9 Diputados | Capital 9 Diputados | Capital 9 Diputados                                                         |
| Partido                        | Partido                                                 | Votos               | %                   | Bancas              | Electos                                                                     |
| ------------------------------ | ------------------------------------------------------- | ------------------- | ------------------- | ------------------- | --------------------------------------------------------------------------- |
|                                | Partido Conservador Popular                             | 51.377              | 21,69               | 3/9                 | - Guillermo Durand Cornejo - Carmona Irene Soler - Liliana Esther Mazzone   |
|                                | Partido Justicialista                                   | 50.812              | 21,45               | 3/9                 | - Guido Giacosa Fernández - Lucas Javier Godoy - Francisca de Jesús Jiménez |
|                                | Memoria y Movilización Social                           | 29.843              | 12,60               | 2/9                 | - José Matías Posadas - Pablo César Viel                                    |
|                                | Frente Wayar Gobernador-Frente Popular para la Victoria | 17.232              | 7,28                | 1/9                 | - Guillermo Jesús Martinelli                                                |
|                                | Propuesta Salteña                                       | 13.301              | 5,62                |                     |                                                                             |
|                                | Salta Somos Todos                                       | 11.786              | 4,98                |                     |                                                                             |
|                                | Partido Renovador de Salta                              | 11.493              | 4,85                |                     |                                                                             |
|                                | Partido Obrero                                          | 11.191              | 4,73                |                     |                                                                             |
|                                | Partido de la Victoria                                  | 10.785              | 4,55                |                     |                                                                             |
|                                | Frente Grande                                           | 9.008               | 3,80                |                     |                                                                             |
|                                | Unión Cívica Radical                                    | 6.166               | 2,60                |                     |                                                                             |
|                                | Proyecto Sur-Partido Socialista                         | 5.622               | 2,37                |                     |                                                                             |
|                                | Coalición Cívica ARI                                    | 3.915               | 1,65                |                     |                                                                             |
|                                | Unión Victoria Popular                                  | 3.632               | 1,53                |                     |                                                                             |
|                                | Movimiento Independiente de Justicia y Dignidad         | 678                 | 0,29                |                     |                                                                             |
| Votos positivos                | Votos positivos                                         | 236.841             | 97,27               |                     |                                                                             |
| Votos en blanco                | Votos en blanco                                         | 6.649               | 2,73                |                     |                                                                             |
| Votos nulos                    | Votos nulos                                             | 0                   | 0,00                |                     |                                                                             |
| Total de votos                 | Total de votos                                          | 243.490             | 100                 |                     |                                                                             |
| Cerrillos 2 Diputados          |                                                         |                     |                     |                     |                                                                             |
| Partido                        | Partido                                                 | Votos               | %                   | Bancas              | Electos                                                                     |
|                                | Partido Justicialista                                   | 6.428               | 43,37               | 1/2                 | - Omar Alejandro Soches López                                               |
|                                | Frente Olmedo Gobernador                                | 4.290               | 28,94               | 1/2                 | - Mario Raúl Ábalos                                                         |
|                                | Partido Renovador de Salta                              | 2.049               | 13,82               |                     |                                                                             |
|                                | Frente Wayar Gobernador-Frente Popular para la Victoria | 1.185               | 7,99                |                     |                                                                             |
|                                | Unión Cívica Radical                                    | 437                 | 2,95                |                     |                                                                             |
|                                | Partido de la Victoria                                  | 433                 | 2,92                |                     |                                                                             |
| Votos positivos                | Votos positivos                                         | 14.822              | 98,40               |                     |                                                                             |
| Votos en blanco                | Votos en blanco                                         | 241                 | 1,60                |                     |                                                                             |
| Votos nulos                    | Votos nulos                                             | 0                   | 0,00                |                     |                                                                             |
| Total de votos                 | Total de votos                                          | 15.063              | 100                 |                     |                                                                             |
| General Güemes 2 Diputados     |                                                         |                     |                     |                     |                                                                             |
| Partido                        | Partido                                                 | Votos               | %                   | Bancas              | Electos                                                                     |
|                                | Partido de la Victoria                                  | 7.096               | 33,37               | 1/2                 | - Tomás Francisco Torres                                                    |
|                                | Partido Justicialista                                   | 4.506               | 21,19               | 1/2                 | - Rubén Alberto Cabana                                                      |
|                                | Partido Renovador de Salta                              | 3.345               | 15,73               |                     |                                                                             |
|                                | Salta Somos Todos                                       | 3.255               | 15,31               |                     |                                                                             |
|                                | Partido Conservador Popular                             | 2.562               | 12,05               |                     |                                                                             |
|                                | Frente Wayar Gobernador-Frente Popular para la Victoria | 196                 | 0,92                |                     |                                                                             |
|                                | Unión Cívica Radical                                    | 169                 | 0,79                |                     |                                                                             |
|                                | Partido Obrero                                          | 137                 | 0,64                |                     |                                                                             |
| Votos positivos                | Votos positivos                                         | 21.266              | 99,65               |                     |                                                                             |
| Votos en blanco                | Votos en blanco                                         | 75                  | 0,35                |                     |                                                                             |
| Votos nulos                    | Votos nulos                                             | 0                   | 0,00                |                     |                                                                             |
| Total de votos                 | Total de votos                                          | 21.341              | 100                 |                     |                                                                             |
| General San Martín 3 Diputados |                                                         |                     |                     |                     |                                                                             |
| Partido                        | Partido                                                 | Votos               | %                   | Bancas              | Electos                                                                     |
|                                | Partido de la Victoria                                  | 15.405              | 24,28               | 1/3                 | - Héctor Hugo Camacho Ruiz                                                  |
|                                | Partido Justicialista                                   | 13.862              | 21,85               | 1/3                 | - Mario Oscar Ángel                                                         |
|                                | Frente Olmedo Gobernador                                | 12.330              | 19,43               | 1/3                 | - Manuel Oscar Pailler                                                      |
|                                | Partido Renovador de Salta                              | 11.102              | 17,50               |                     |                                                                             |
|                                | Frente Wayar Gobernador-Frente Popular para la Victoria | 8.605               | 13,56               |                     |                                                                             |
|                                | Partido Obrero                                          | 1.039               | 1,64                |                     |                                                                             |
|                                | Unión Cívica Radical                                    | 820                 | 1,29                |                     |                                                                             |
|                                | Movimiento Independiente de Justicia y Dignidad         | 150                 | 0,24                |                     |                                                                             |
|                                | Proyecto Sur-Partido Socialista                         | 134                 | 0,21                |                     |                                                                             |
| Votos positivos                | Votos positivos                                         | 63.447              | 99,11               |                     |                                                                             |
| Votos en blanco                | Votos en blanco                                         | 572                 | 0,89                |                     |                                                                             |
| Votos nulos                    | Votos nulos                                             | 0                   | 0,00                |                     |                                                                             |
| Total de votos                 | Total de votos                                          | 64.019              | 100                 |                     |                                                                             |
| Guachipas 1 Diputado           |                                                         |                     |                     |                     |                                                                             |
| Partido                        | Partido                                                 | Votos               | %                   | Bancas              | Electos                                                                     |
|                                | Partido Justicialista                                   | 1.132               | 54,50               | 1/1                 | - Mariano San Millán                                                        |
|                                | Propuesta Salteña                                       | 411                 | 19,79               |                     |                                                                             |
|                                | Partido de la Victoria                                  | 378                 | 18,20               |                     |                                                                             |
|                                | Partido Renovador de Salta                              | 90                  | 4,33                |                     |                                                                             |
|                                | Frente Wayar Gobernador-Frente Popular para la Victoria | 66                  | 3,18                |                     |                                                                             |
| Votos positivos                | Votos positivos                                         | 2.077               | 96,47               |                     |                                                                             |
| Votos en blanco                | Votos en blanco                                         | 76                  | 3,53                |                     |                                                                             |
| Votos nulos                    | Votos nulos                                             | 0                   | 0,00                |                     |                                                                             |
| Total de votos                 | Total de votos                                          | 2.153               | 100                 |                     |                                                                             |
| La Caldera 1 Diputado          |                                                         |                     |                     |                     |                                                                             |
| Partido                        | Partido                                                 | Votos               | %                   | Bancas              | Electos                                                                     |
|                                | Partido Justicialista                                   | 3.123               | 65,43               | 1/1                 | - Héctor Miguel Calabró                                                     |
|                                | Salta Somos Todos                                       | 1.095               | 22,94               |                     |                                                                             |
|                                | Frente Wayar Gobernador-Frente Popular para la Victoria | 357                 | 7,48                |                     |                                                                             |
|                                | Propuesta Salteña                                       | 198                 | 4,15                |                     |                                                                             |
| Votos positivos                | Votos positivos                                         | 4.773               | 96,62               |                     |                                                                             |
| Votos en blanco                | Votos en blanco                                         | 167                 | 3,38                |                     |                                                                             |
| Votos nulos                    | Votos nulos                                             | 0                   | 0,00                |                     |                                                                             |
| Total de votos                 | Total de votos                                          | 4.940               | 100                 |                     |                                                                             |
| La Candelaria 1 Diputado       |                                                         |                     |                     |                     |                                                                             |
| Partido                        | Partido                                                 | Votos               | %                   | Bancas              | Electos                                                                     |
|                                | Partido Renovador de Salta                              | 1.378               | 39,50               | 1/1                 | - Alfredo Francisco Sanguino                                                |
|                                | Partido Justicialista                                   | 1.282               | 36,74               |                     |                                                                             |
|                                | Frente Olmedo Gobernador                                | 413                 | 11,84               |                     |                                                                             |
|                                | Frente Wayar Gobernador-Frente Popular para la Victoria | 362                 | 10,38               |                     |                                                                             |
|                                | Frente Grande                                           | 51                  | 1,46                |                     |                                                                             |
|                                | Unión Cívica Radical                                    | 3                   | 0,09                |                     |                                                                             |
| Votos positivos                | Votos positivos                                         | 3.489               | 99,80               |                     |                                                                             |
| Votos en blanco                | Votos en blanco                                         | 7                   | 0,20                |                     |                                                                             |
| Votos nulos                    | Votos nulos                                             | 0                   | 0,00                |                     |                                                                             |
| Total de votos                 | Total de votos                                          | 3.496               | 100                 |                     |                                                                             |
| La Poma 1 Diputado             |                                                         |                     |                     |                     |                                                                             |
| Partido                        | Partido                                                 | Votos               | %                   | Bancas              | Electos                                                                     |
|                                | Partido de la Victoria                                  | 518                 | 48,96               | 1/1                 | - Mario Valentín Sarapura                                                   |
|                                | Partido Justicialista                                   | 517                 | 48,87               |                     |                                                                             |
|                                | Partido Conservador Popular                             | 23                  | 2,17                |                     |                                                                             |
| Votos positivos                | Votos positivos                                         | 1.058               | 99,91               |                     |                                                                             |
| Votos en blanco                | Votos en blanco                                         | 1                   | 0,09                |                     |                                                                             |
| Votos nulos                    | Votos nulos                                             | 0                   | 0,00                |                     |                                                                             |
| Total de votos                 | Total de votos                                          | 1.059               | 100                 |                     |                                                                             |
| La Viña 1 Diputado             |                                                         |                     |                     |                     |                                                                             |
| Partido                        | Partido                                                 | Votos               | %                   | Bancas              | Electos                                                                     |
|                                | Partido Justicialista                                   | 2.481               | 57,68               | 1/1                 | - Esteban Amat                                                              |
|                                | Partido Renovador de Salta                              | 743                 | 17,28               |                     |                                                                             |
|                                | Frente Wayar Gobernador-Frente Popular para la Victoria | 691                 | 16,07               |                     |                                                                             |
|                                | Frente Olmedo Gobernador                                | 192                 | 4,46                |                     |                                                                             |
|                                | Partido Conservador Popular                             | 194                 | 4,51                |                     |                                                                             |
| Votos positivos                | Votos positivos                                         | 4.301               | 98,06               |                     |                                                                             |
| Votos en blanco                | Votos en blanco                                         | 85                  | 1,94                |                     |                                                                             |
| Votos nulos                    | Votos nulos                                             | 0                   | 0,00                |                     |                                                                             |
| Total de votos                 | Total de votos                                          | 4.386               | 100                 |                     |                                                                             |
| Los Andes 1 Diputado           |                                                         |                     |                     |                     |                                                                             |
| Partido                        | Partido                                                 | Votos               | %                   | Bancas              | Electos                                                                     |
|                                | Partido Justicialista                                   | 1.415               | 49,74               | 1/1                 | - Marisa Mabel Villanueva                                                   |
|                                | Frente Wayar Gobernador-Frente Popular para la Victoria | 575                 | 20,21               |                     |                                                                             |
|                                | Salta Somos Todos                                       | 472                 | 16,59               |                     |                                                                             |
|                                | Partido de la Victoria                                  | 383                 | 13,46               |                     |                                                                             |
| Votos positivos                | Votos positivos                                         | 2.845               | 99,34               |                     |                                                                             |
| Votos en blanco                | Votos en blanco                                         | 19                  | 0,66                |                     |                                                                             |
| Votos nulos                    | Votos nulos                                             | 0                   | 0,00                |                     |                                                                             |
| Total de votos                 | Total de votos                                          | 2.864               | 100                 |                     |                                                                             |
| Molinos 1 Diputado             |                                                         |                     |                     |                     |                                                                             |
| Partido                        | Partido                                                 | Votos               | %                   | Bancas              | Electos                                                                     |
|                                | Partido Justicialista                                   | 1.334               | 46,34               | 1/1                 | - Fernando Roberto Fabián                                                   |
|                                | Memoria y Movilización Social                           | 1.007               | 34,98               |                     |                                                                             |
|                                | Partido de la Victoria                                  | 205                 | 7,12                |                     |                                                                             |
|                                | Frente Wayar Gobernador-Frente Popular para la Victoria | 132                 | 4,58                |                     |                                                                             |
|                                | Salta Somos Todos                                       | 82                  | 2,85                |                     |                                                                             |
|                                | Unión Cívica Radical                                    | 62                  | 2,15                |                     |                                                                             |
|                                | Partido Renovador de Salta                              | 57                  | 1,98                |                     |                                                                             |
| Votos positivos                | Votos positivos                                         | 2.879               | 98,87               |                     |                                                                             |
| Votos en blanco                | Votos en blanco                                         | 33                  | 1,13                |                     |                                                                             |
| Votos nulos                    | Votos nulos                                             | 0                   | 0,00                |                     |                                                                             |
| Total de votos                 | Total de votos                                          | 2.912               | 100                 |                     |                                                                             |
| Orán 3 Diputados               |                                                         |                     |                     |                     |                                                                             |
| Partido                        | Partido                                                 | Votos               | %                   | Bancas              | Electos                                                                     |
|                                | Partido Justicialista                                   | 17.333              | 32,86               | 1/3                 | - Antonio René Hucena                                                       |
|                                | Frente Olmedo Gobernador                                | 14.194              | 26,91               | 1/3                 | - Silvia del Milagro Jarzún                                                 |
|                                | Partido Renovador de Salta                              | 10.438              | 19,79               | 1/3                 | - Carlos Esteban Porcelo                                                    |
|                                | Frente Grande                                           | 4.110               | 7,79                |                     |                                                                             |
|                                | Frente Wayar Gobernador-Frente Popular para la Victoria | 3.830               | 7,26                |                     |                                                                             |
|                                | Partido Obrero                                          | 1.671               | 3,17                |                     |                                                                             |
|                                | Unión Cívica Radical                                    | 793                 | 1,50                |                     |                                                                             |
|                                | Movimiento Independiente de Justicia y Dignidad         | 189                 | 0,36                |                     |                                                                             |
|                                | Proyecto Sur-Partido Socialista                         | 187                 | 0,35                |                     |                                                                             |
| Votos positivos                | Votos positivos                                         | 52.745              | 94,92               |                     |                                                                             |
| Votos en blanco                | Votos en blanco                                         | 2.820               | 5,08                |                     |                                                                             |
| Votos nulos                    | Votos nulos                                             | 0                   | 0,00                |                     |                                                                             |
| Total de votos                 | Total de votos                                          | 55.565              | 100                 |                     |                                                                             |
| Rosario de Lerma 2 Diputados   |                                                         |                     |                     |                     |                                                                             |
| Partido                        | Partido                                                 | Votos               | %                   | Bancas              | Electos                                                                     |
|                                | Partido Justicialista                                   | 6.783               | 38,90               | 1/2                 | - Ignacio Jarsún                                                            |
|                                | Partido Renovador de Salta                              | 3.669               | 21,04               | 1/2                 | - Fabián Alberto Bruna Pérez                                                |
|                                | Partido de la Victoria                                  | 3.397               | 19,48               |                     |                                                                             |
|                                | Frente Olmedo Gobernador                                | 2.375               | 13,62               |                     |                                                                             |
|                                | Frente Wayar Gobernador-Frente Popular para la Victoria | 463                 | 2,66                |                     |                                                                             |
|                                | Unión Cívica Radical                                    | 567                 | 3,25                |                     |                                                                             |
|                                | Partido Obrero                                          | 181                 | 1,04                |                     |                                                                             |
| Votos positivos                | Votos positivos                                         | 17.435              | 99,07               |                     |                                                                             |
| Votos en blanco                | Votos en blanco                                         | 164                 | 0,93                |                     |                                                                             |
| Votos nulos                    | Votos nulos                                             | 0                   | 0,00                |                     |                                                                             |
| Total de votos                 | Total de votos                                          | 17.599              | 100                 |                     |                                                                             |
| San Carlos 1 Diputado          |                                                         |                     |                     |                     |                                                                             |
| Partido                        | Partido                                                 | Votos               | %                   | Bancas              | Electos                                                                     |
|                                | Partido Justicialista                                   | 1.165               | 31,65               | 1/1                 | - Oscar Hugo Rivadeneira                                                    |
|                                | Partido de la Victoria                                  | 1.061               | 28,82               |                     |                                                                             |
|                                | Frente Olmedo Gobernador                                | 861                 | 23,39               |                     |                                                                             |
|                                | Partido Renovador de Salta                              | 471                 | 12,80               |                     |                                                                             |
|                                | Frente Wayar Gobernador-Frente Popular para la Victoria | 123                 | 3,34                |                     |                                                                             |
| Votos positivos                | Votos positivos                                         | 3.681               | 99,46               |                     |                                                                             |
| Votos en blanco                | Votos en blanco                                         | 20                  | 0,54                |                     |                                                                             |
| Votos nulos                    | Votos nulos                                             | 0                   | 0,00                |                     |                                                                             |
| Total de votos                 | Total de votos                                          | 3.701               | 100                 |                     |                                                                             |
| Santa Victoria 1 Diputado      |                                                         |                     |                     |                     |                                                                             |
| Partido                        | Partido                                                 | Votos               | %                   | Bancas              | Electos                                                                     |
|                                | Partido Justicialista                                   | 2.207               | 45,36               | 1/1                 | - Rubén Fidel Acosta                                                        |
|                                | Frente Grande                                           | 1.573               | 32,33               |                     |                                                                             |
|                                | Partido de la Victoria                                  | 876                 | 18,00               |                     |                                                                             |
|                                | Salta Somos Todos                                       | 191                 | 3,93                |                     |                                                                             |
|                                | Frente Wayar Gobernador-Frente Popular para la Victoria | 19                  | 0,39                |                     |                                                                             |
| Votos positivos                | Votos positivos                                         | 4.866               | 99,25               |                     |                                                                             |
| Votos en blanco                | Votos en blanco                                         | 37                  | 0,75                |                     |                                                                             |
| Votos nulos                    | Votos nulos                                             | 0                   | 0,00                |                     |                                                                             |
| Total de votos                 | Total de votos                                          | 4.903               | 100                 |                     |                                                                             |

### Cámara de Senadores
| ← 2009 · Cámara de Senadores · 2013 →                 | ← 2009 · Cámara de Senadores · 2013 →                   | ← 2009 · Cámara de Senadores · 2013 →                   | ← 2009 · Cámara de Senadores · 2013 → | ← 2009 · Cámara de Senadores · 2013 → | ← 2009 · Cámara de Senadores · 2013 → |
| Partido                                               | Partido                                                 | Partido                                                 | Votos                                 | %                                     | Bancas                                |
| ----------------------------------------------------- | ------------------------------------------------------- | ------------------------------------------------------- | ------------------------------------- | ------------------------------------- | ------------------------------------- |
|                                                       |                                                         | Partido Justicialista                                   | 70.766                                | 32,74                                 | 7/11                                  |
|                                                       | Partido Renovador de Salta                              | 41.901                                                  | 19,39                                 | 2/11                                  |                                       |
|                                                       | Partido de la Victoria                                  | 35.623                                                  | 16,48                                 | 2/11                                  |                                       |
|                                                       | Frente Grande                                           | 4.559                                                   | 2,11                                  |                                       |                                       |
|                                                       | Unión Victoria Popular                                  | 140                                                     | 0,06                                  |                                       |                                       |
| Total Frente Justicialista Renovador para la Victoria | Total Frente Justicialista Renovador para la Victoria   | Total Frente Justicialista Renovador para la Victoria   | 152.989                               | 70,78                                 | 11/11                                 |
|                                                       |                                                         | Frente Olmedo Gobernador                                | 37.956                                | 17,59                                 |                                       |
|                                                       | Salta Somos Todos                                       | 186                                                     | 0,09                                  |                                       |                                       |
|                                                       | Partido Conservador Popular                             | 185                                                     | 0,09                                  |                                       |                                       |
| Total Frente Olmedo Gobernador                        | Total Frente Olmedo Gobernador                          | Total Frente Olmedo Gobernador                          | 38.327                                | 17,73                                 |                                       |
|                                                       | Frente Wayar Gobernador-Frente Popular para la Victoria | Frente Wayar Gobernador-Frente Popular para la Victoria | 15.360                                | 7,11                                  |                                       |
|                                                       | Unión Cívica Radical                                    | Unión Cívica Radical                                    | 5.978                                 | 2,77                                  |                                       |
|                                                       | Partido Obrero                                          | Partido Obrero                                          | 3.048                                 | 1,41                                  |                                       |
|                                                       | Proyecto Sur-Partido Socialista                         | Proyecto Sur-Partido Socialista                         | 434                                   | 0,20                                  |                                       |
| Votos positivos                                       | Votos positivos                                         | Votos positivos                                         | 216.136                               | 97,56                                 |                                       |
| Votos en blanco                                       | Votos en blanco                                         | Votos en blanco                                         | 5.403                                 | 2,44                                  |                                       |
| Votos nulos                                           | Votos nulos                                             | Votos nulos                                             | 0                                     | 0,00                                  |                                       |
| Total de votos                                        | Total de votos                                          | Total de votos                                          | 221.539                               | 100                                   |                                       |
| Fuente:                                               |                                                         |                                                         |                                       |                                       |                                       |

#### Resultados por departamento
| Anta 1 Senador                   | Anta 1 Senador                                          | Anta 1 Senador | Anta 1 Senador | Anta 1 Senador           |
| Partido                          | Partido                                                 | Votos          | %              | Electo                   |
| -------------------------------- | ------------------------------------------------------- | -------------- | -------------- | ------------------------ |
|                                  | Partido Justicialista                                   | 13.978         | 53,18          | - Ernesto Ángel Gómez    |
|                                  | Partido de la Victoria                                  | 9.314          | 35,44          |                          |
|                                  | Frente Olmedo Gobernador                                | 2.367          | 9,01           |                          |
|                                  | Frente Wayar Gobernador-Frente Popular para la Victoria | 625            | 2,38           |                          |
| Votos positivos                  | Votos positivos                                         | 26.284         | 99,13          |                          |
| Votos en blanco                  | Votos en blanco                                         | 231            | 0,87           |                          |
| Votos nulos                      | Votos nulos                                             | 0              | 0,00           |                          |
| Total de votos                   | Total de votos                                          | 26.515         | 100            |                          |
| Cerrillos 1 Senador              |                                                         |                |                |                          |
| Partido                          | Partido                                                 | Votos          | %              | Electo                   |
|                                  | Partido Justicialista                                   | 6.660          | 44,85          | - Alfredo Jorge          |
|                                  | Frente Olmedo Gobernador                                | 4.390          | 29,56          |                          |
|                                  | Partido Renovador de Salta                              | 1.565          | 10,54          |                          |
|                                  | Frente Wayar Gobernador-Frente Popular para la Victoria | 1.289          | 8,68           |                          |
|                                  | Partido de la Victoria                                  | 437            | 2,94           |                          |
|                                  | Unión Cívica Radical                                    | 370            | 2,49           |                          |
|                                  | Unión Victoria Popular                                  | 140            | 0,94           |                          |
| Votos positivos                  | Votos positivos                                         | 14.851         | 98,40          |                          |
| Votos en blanco                  | Votos en blanco                                         | 242            | 1,60           |                          |
| Votos nulos                      | Votos nulos                                             | 0              | 0,00           |                          |
| Total de votos                   | Total de votos                                          | 15.093         | 100            |                          |
| General San Martín 1 Senador     |                                                         |                |                |                          |
| Partido                          | Partido                                                 | Votos          | %              | Electo                   |
|                                  | Partido de la Victoria                                  | 16.329         | 25,78          | - Santiago José Payo     |
|                                  | Partido Justicialista                                   | 14.027         | 22,15          |                          |
|                                  | Partido Renovador de Salta                              | 11.468         | 18,11          |                          |
|                                  | Frente Olmedo Gobernador                                | 11.390         | 17,98          |                          |
|                                  | Frente Wayar Gobernador-Frente Popular para la Victoria | 8.131          | 12,84          |                          |
|                                  | Partido Obrero                                          | 1.058          | 1,67           |                          |
|                                  | Unión Cívica Radical                                    | 787            | 1,24           |                          |
|                                  | Proyecto Sur-Partido Socialista                         | 147            | 0,23           |                          |
| Votos positivos                  | Votos positivos                                         | 63.337         | 99,05          |                          |
| Votos en blanco                  | Votos en blanco                                         | 607            | 0,95           |                          |
| Votos nulos                      | Votos nulos                                             | 0              | 0,00           |                          |
| Total de votos                   | Total de votos                                          | 63.944         | 100            |                          |
| Iruya 1 Senador                  |                                                         |                |                |                          |
| Partido                          | Partido                                                 | Votos          | %              | Electo                   |
|                                  | Partido de la Victoria                                  | 1.407          | 47,73          | - Walter Hernán Cruz     |
|                                  | Partido Justicialista                                   | 1.210          | 41,04          |                          |
|                                  | Frente Wayar Gobernador-Frente Popular para la Victoria | 257            | 8,72           |                          |
|                                  | Frente Olmedo Gobernador                                | 74             | 2,51           |                          |
| Votos positivos                  | Votos positivos                                         | 2.948          | 99,16          |                          |
| Votos en blanco                  | Votos en blanco                                         | 25             | 0,84           |                          |
| Votos nulos                      | Votos nulos                                             | 0              | 0,00           |                          |
| Total de votos                   | Total de votos                                          | 2.973          | 100            |                          |
| La Candelaria 1 Senador          |                                                         |                |                |                          |
| Partido                          | Partido                                                 | Votos          | %              | Electo                   |
|                                  | Partido Justicialista                                   | 1.396          | 39,46          | - María Antonia Pastrana |
|                                  | Partido Renovador de Salta                              | 1.393          | 39,37          |                          |
|                                  | Frente Olmedo Gobernador                                | 644            | 18,20          |                          |
|                                  | Frente Wayar Gobernador-Frente Popular para la Victoria | 96             | 2,71           |                          |
|                                  | Frente Grande                                           | 6              | 0,17           |                          |
|                                  | Unión Cívica Radical                                    | 3              | 0,08           |                          |
| Votos positivos                  | Votos positivos                                         | 3.538          | 99,86          |                          |
| Votos en blanco                  | Votos en blanco                                         | 5              | 0,14           |                          |
| Votos nulos                      | Votos nulos                                             | 0              | 0,00           |                          |
| Total de votos                   | Total de votos                                          | 3.543          | 100            |                          |
| La Viña 1 Senador                |                                                         |                |                |                          |
| Partido                          | Partido                                                 | Votos          | %              | Electo                   |
|                                  | Partido Justicialista                                   | 2.383          | 55,78          | - Jorge Pablo Soto       |
|                                  | Partido Renovador de Salta                              | 873            | 20,44          |                          |
|                                  | Frente Wayar Gobernador-Frente Popular para la Victoria | 592            | 13,86          |                          |
|                                  | Frente Olmedo Gobernador                                | 239            | 5,59           |                          |
|                                  | Partido Conservador Popular                             | 185            | 4,33           |                          |
| Votos positivos                  | Votos positivos                                         | 4.272          | 97,96          |                          |
| Votos en blanco                  | Votos en blanco                                         | 89             | 2,04           |                          |
| Votos nulos                      | Votos nulos                                             | 0              | 0,00           |                          |
| Total de votos                   | Total de votos                                          | 4.361          | 100            |                          |
| Metán 1 Senador                  |                                                         |                |                |                          |
| Partido                          | Partido                                                 | Votos          | %              | Electo                   |
|                                  | Partido Renovador de Salta                              | 10.749         | 62,20          | - Roberto Gramaglia      |
|                                  | Frente Olmedo Gobernador                                | 2.512          | 14,54          |                          |
|                                  | Partido Justicialista                                   | 1.928          | 11,16          |                          |
|                                  | Frente Wayar Gobernador-Frente Popular para la Victoria | 1.187          | 6,87           |                          |
|                                  | Unión Cívica Radical                                    | 702            | 4,06           |                          |
|                                  | Partido Obrero                                          | 203            | 1,17           |                          |
| Votos positivos                  | Votos positivos                                         | 17.281         | 95,44          |                          |
| Votos en blanco                  | Votos en blanco                                         | 825            | 4,56           |                          |
| Votos nulos                      | Votos nulos                                             | 0              | 0,00           |                          |
| Total de votos                   | Total de votos                                          | 18.106         | 100            |                          |
| Orán 1 Senador                   |                                                         |                |                |                          |
| Partido                          | Partido                                                 | Votos          | %              | Electo                   |
|                                  | Partido Renovador de Salta                              | 15.853         | 30,13          | - Pablo Damián González  |
|                                  | Partido Justicialista                                   | 15.353         | 29,18          |                          |
|                                  | Frente Olmedo Gobernador                                | 12.505         | 23,77          |                          |
|                                  | Frente Grande                                           | 2.978          | 5,66           |                          |
|                                  | Frente Wayar Gobernador-Frente Popular para la Victoria | 2.606          | 4,95           |                          |
|                                  | Partido Obrero                                          | 1.787          | 3,40           |                          |
|                                  | Unión Cívica Radical                                    | 1.250          | 2,38           |                          |
|                                  | Proyecto Sur-Partido Socialista                         | 287            | 0,55           |                          |
| Votos positivos                  | Votos positivos                                         | 52.619         | 94,42          |                          |
| Votos en blanco                  | Votos en blanco                                         | 3.110          | 5,58           |                          |
| Votos nulos                      | Votos nulos                                             | 0              | 0,00           |                          |
| Total de votos                   | Total de votos                                          | 55.729         | 100            |                          |
| Rivadavia 1 Senador              |                                                         |                |                |                          |
| Partido                          | Partido                                                 | Votos          | %              | Electo                   |
|                                  | Partido Justicialista                                   | 6.518          | 53,35          | - Mashur Lapad           |
|                                  | Partido de la Victoria                                  | 5.675          | 46,45          |                          |
|                                  | Frente Wayar Gobernador-Frente Popular para la Victoria | 24             | 0,20           |                          |
| Votos positivos                  | Votos positivos                                         | 12.217         | 99,59          |                          |
| Votos en blanco                  | Votos en blanco                                         | 50             | 0,41           |                          |
| Votos nulos                      | Votos nulos                                             | 0              | 0,00           |                          |
| Total de votos                   | Total de votos                                          | 12.267         | 100            |                          |
| Rosario de la Frontera 1 Senador |                                                         |                |                |                          |
| Partido                          | Partido                                                 | Votos          | %              | Electo                   |
|                                  | Partido Justicialista                                   | 5.153          | 36,90          | - Manuel Héctor Luque    |
|                                  | Frente Olmedo Gobernador                                | 3.835          | 27,46          |                          |
|                                  | Unión Cívica Radical                                    | 2.866          | 20,52          |                          |
|                                  | Partido de la Victoria                                  | 1.577          | 11,29          |                          |
|                                  | Frente Wayar Gobernador-Frente Popular para la Victoria | 534            | 3,82           |                          |
| Votos positivos                  | Votos positivos                                         | 13.965         | 98,72          |                          |
| Votos en blanco                  | Votos en blanco                                         | 181            | 1,28           |                          |
| Votos nulos                      | Votos nulos                                             | 0              | 0,00           |                          |
| Total de votos                   | Total de votos                                          | 14.146         | 100            |                          |
| Santa Victoria 1 Senador         |                                                         |                |                |                          |
| Partido                          | Partido                                                 | Votos          | %              | Electo                   |
|                                  | Partido Justicialista                                   | 2.160          | 44,78          | - Lino Andrés Flores     |
|                                  | Frente Grande                                           | 1.575          | 32,65          |                          |
|                                  | Partido de la Victoria                                  | 884            | 18,33          |                          |
|                                  | Salta Somos Todos                                       | 186            | 3,86           |                          |
|                                  | Frente Wayar Gobernador-Frente Popular para la Victoria | 19             | 0,39           |                          |
| Votos positivos                  | Votos positivos                                         | 4.824          | 99,22          |                          |
| Votos en blanco                  | Votos en blanco                                         | 38             | 0,78           |                          |
| Votos nulos                      | Votos nulos                                             | 0              | 0,00           |                          |
| Total de votos                   | Total de votos                                          | 4.862          | 100            |                          |